# ليك أرثر (لويزيانا)
ليك أرثر (بالإنجليزية: Lake Arthur, Louisiana)‏ هي بلدة أمريكية تقع في الولايات المتحدة في لويزيانا. يقدر عدد سكانها بـ 3,007 نسمة .

## التركيبة السكانية
حدّد مكتب تعداد الولايات المتحدة بيانات التركيبة السكانية لليك أرثر في تعداد الولايات المتحدة. في ما يلي، التركيبة السكانية حسب تعدادي 2000 و2010.

### تعداد عام 2000
بلغ عدد سكان ليك أرثر 3,007 نسمة بحسب تعداد عام 2000، وبلغ عدد الأسر 1,192 أسرة وعدد العائلات 803 عائلة مقيمة في البلدة. في حين سجلت الكثافة السكانية 478.1 نسمة لكل كيلومتر مربع (1,238.3/ميل2). وبلغ عدد الوحدات السكنية 1,365 وحدة بمتوسط كثافة قدره 217 لكل كيلومتر مربع (562.0/ميل2).
وتوزع التركيب العرقي للبلدة بنسبة 88.19% من البيض و10.87% من الأمريكيين الأفارقة و0.07% من الأمريكيين الأصليين و0.10% من الأمريكيين ذوي الأصول الآسيوية و0.03% من سكان جزر المحيط الهادئ و0.73% من عرقين مختلطين أو أكثر و0.73% من الهسبانيون أو اللاتينيون من أي عرق.
بلغ عدد الأسر 1,192 أسرة كانت نسبة 36.6% منها لديها أطفال تحت سن الثامنة عشر تعيش معهم، وبلغت نسبة الأزواج القاطنين مع بعضهم البعض 48% من أصل المجموع الكلي للأسر، ونسبة 15.5% من الأسر كان لديها معيلات من الإناث دون وجود شريك،  بينما كانت نسبة 3.9% من الأسر لديها معيلون من الذكور دون وجود شريكة وكانت نسبة 32.6% من غير العائلات. تألفت نسبة 28.2% من أصل جميع الأسر من عدة أفراد يعيشون في نفس المنزل ونسبة 12.9% كانت تتألف من شخص يعيش بمفرده يبلغ من العمر 65 عاماً أو أكثر. وبلغ متوسط حجم الأسرة المعيشية 2.52، أما متوسط حجم العائلات فبلغ 3.11.
بلغ العمر الوسطي للسكان 35.6 عاماً. وكانت نسبة 27.6% من القاطنين تحت سن الثامنة عشر، وكانت نسبة 10.1% بين الثامنة عشر والرابعة والعشرين عاماً، ونسبة 26% كانت واقعةً في الفئة العمرية ما بين الخامسة والعشرين والرابعة والأربعين عاماً، ونسبة 21.3% كانت ما بين الخامسة والأربعين والرابعة والستين، ونسبة 15% كانت ضمن فئة الخامسة والستين عاماً فما فوق. يوجد لكل 100 أنثى 87.9 ذكر، ويوجد لكل 100 أنثى في الثامنة عشر من عمرها فما فوق 83.9 ذكر.
بلغ متوسط دخل الأسرة في البلدة 24,898 دولارًا، أما متوسط دخل العائلة فبلغ 32,800 دولارًا. وكان متوسط دخل الذكور 25,294 دولارًا مقابل 19,219 دولارًا للإناث. وسجل دخل الفرد الخاص بالبلدة 12,663 دولارًا. وكانت نسبة 16.7% من العائلات ونسبة 18.8% من السكان تحت خط الفقر، وكان من هؤلاء نسبة 21.5% تحت سن الثامنة عشر ونسبة 14.3% في الخامسة والستين من العمر وما فوق.

### تعداد عام 2010
بلغ عدد سكان ليك أرثر 2,738 نسمة بحسب تعداد عام 2010، وبلغ عدد الأسر 1,095 أسرة وعدد العائلات 702 عائلة مقيمة في البلدة. في حين سجلت الكثافة السكانية 435.3 نسمة لكل كيلومتر مربع (1,127.4/ميل2). وبلغ عدد الوحدات السكنية 1,272 وحدة بمتوسط كثافة قدره 202.2 لكل كيلومتر مربع (523.7/ميل2).
وتوزع التركيب العرقي للبلدة بنسبة 85.57% من البيض و11.94% من الأمريكيين الأفارقة و0.22% من الأمريكيين الأصليين و0.18% من الأمريكيين ذوي الأصول الآسيوية و0.37% من الأعراق الأخرى و1.72% من عرقين مختلطين أو أكثر و1.83% من الهسبانيون أو اللاتينيون من أي عرق.
بلغ عدد الأسر 1,095 أسرة كانت نسبة 33.9% منها لديها أطفال تحت سن الثامنة عشر تعيش معهم، وبلغت نسبة الأزواج القاطنين مع بعضهم البعض 39.6% من أصل المجموع الكلي للأسر، ونسبة 17.8% من الأسر كان لديها معيلات من الإناث دون وجود شريك،  بينما كانت نسبة 6.7% من الأسر لديها معيلون من الذكور دون وجود شريكة وكانت نسبة 35.9% من غير العائلات. تألفت نسبة 30.4% من أصل جميع الأسر من عدة أفراد يعيشون في نفس المنزل ونسبة 13.8% كانت تتألف من شخص يعيش بمفرده يبلغ من العمر 65 عاماً أو أكثر. وبلغ متوسط حجم الأسرة المعيشية 2.50، أما متوسط حجم العائلات فبلغ 3.11.
بلغ العمر الوسطي للسكان 38.5 عاماً. وكانت نسبة 26.5% من القاطنين تحت سن الثامنة عشر، وكانت نسبة 7.9% بين الثامنة عشر والرابعة والعشرين عاماً، ونسبة 22.9% كانت واقعةً في الفئة العمرية ما بين الخامسة والعشرين والرابعة والأربعين عاماً، ونسبة 27.8% كانت ما بين الخامسة والأربعين والرابعة والستين، ونسبة 14.9% كانت ضمن فئة الخامسة والستين عاماً فما فوق. وتوزع التركيب الجنسي للسكان بنسبة 48.1% ذكور و51.9% إناث.